# Andrej Rastovac
Andrej Rastovac, slovenski nogometaš, * 24. junij 1981, Koper.
Rastovac je nekdanji profesionalni nogometaš, ki je igral na položaju branilca. V svoji karieri je igral za avstrijski SCR Altach, slovenske Gorico, Jadran Kozino, Koper, Primorje in Belo Krajino, romunski Farul Constanţa ter avstralske White City Woodville, Adelaide Blue Eagles in Western Strikers. Skupno je v prvi slovenski ligi odigral 120 tekem in dosegel pet golov. Bil je tudi član slovenske reprezentance do 15, 16 in 17 let.